# Kultura usatowska
Kultura usatowska – chalkolityczna kultura archeologiczna z okresu ok. III tys. p.n.e. Stanowisko eponimiczne to Usatowo koło Odessy (Ukraina).
Wywodzi się z kultury trypolskiej. Znaleziska to głównie ceramika lecz też miedziane sztylety, motyki i szydła oraz srebrne ozdoby. Gospodarka koczownicza związana z hodowlą koni. Znane są pochówki wodzów, bogato wyposażone, pod kurhanami.